# Bebo Sher

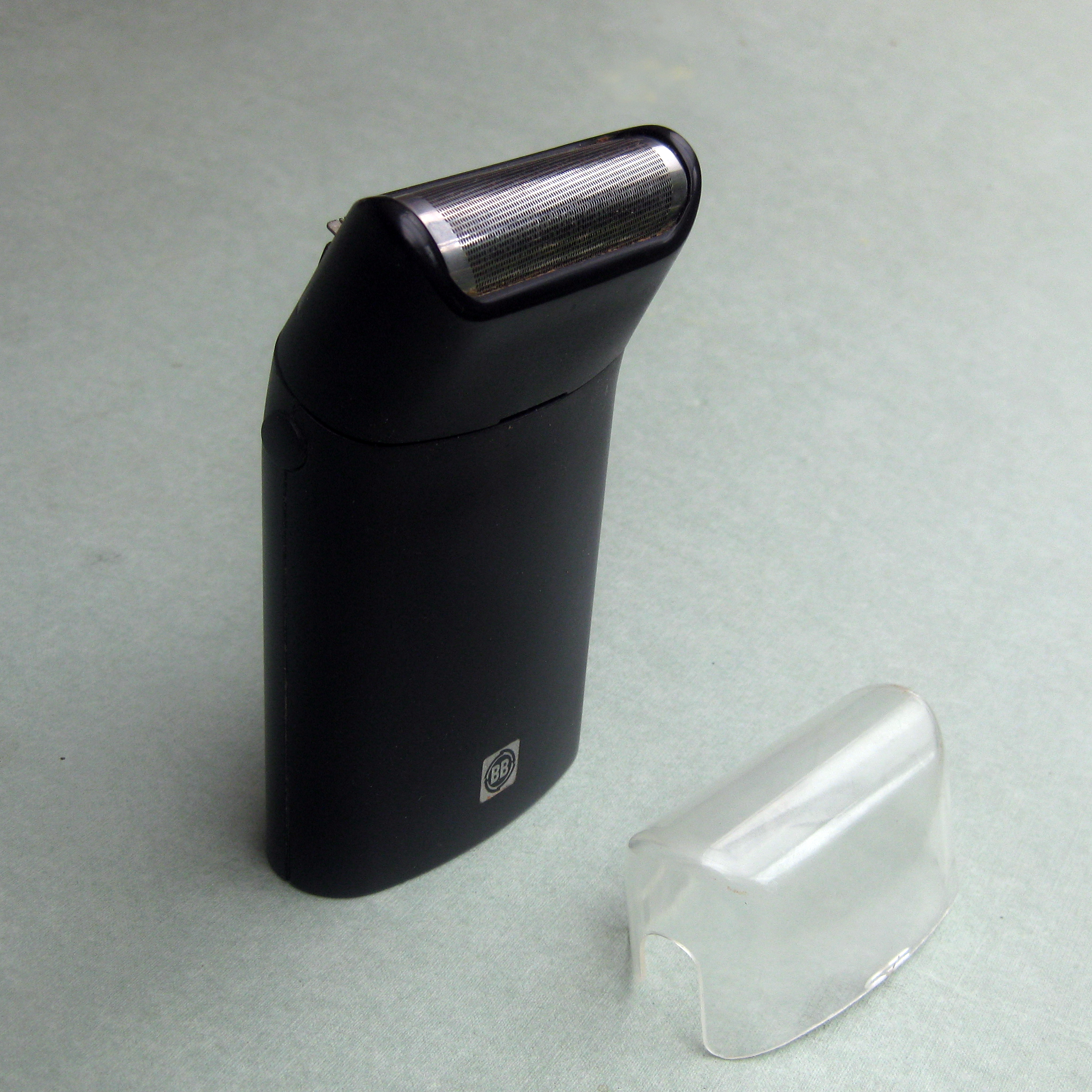
Modell bebo sher 2001

Bebo Sher (meist kleingeschrieben als bebo sher) war der Markenname einer Modellserie von Rasierapparaten in der DDR, die im VEB Bergmann-Borsig von 1962 bis 1991 millionenfach hergestellt wurden. Sowohl „bebo“ als auch „sher“ sind Akronyme, „bebo“ steht für Bergmann-Borsig, „sher“ für „schnell – hautschonend – elektrisch – rasiert“. Die Rasierer der Serie waren durch ihre hohen Stückzahlen fester Teil der Alltagskultur der DDR. Ihre Gestaltung gilt als positives Beispiel des DDR-Design, obwohl sie ein Beitrag eines Betriebs der Schwerindustrie zur Behebung des Mangels an Konsumgütern in der DDR war.

## Geschichte
Die Sigmund Bergmann AG, später VEB Bergmann-Borsig, war ein Betrieb der Schwerindustrie, der Turbinen, Generatoren und andere Komponenten für Kraftwerke produzierte. 1953 erließ der Ministerrat der DDR einen Beschluss, mit dem große Produktionsbetriebe verpflichtet wurden, neben ihrem regulären Produktionsprogramm an Investitionsgütern auch Gebrauchsgegenstände (Waren des täglichen Bedarfs) herzustellen. Dieses Programm sollte der Mangelwirtschaft in diesem Bereich Abhilfe verschaffen.
In diesem Rahmen produzierte Bergmann-Borsig während des ersten Fünfjahrplans ab 1954 Rollschuhe, Schlittschuhe und Schlüsselringe. 1954 begann auch die Entwicklung eines Trockenrasierers; dazu wurden ausländische Modelle beschafft und analysiert. Die Rasierapparate wurden in einer separaten Halle am Werksstandort in Berlin-Wilhelmsruh in Handarbeit montiert. 1956 war der erste Rasierer auf dem DDR-Markt zu erwerben. Das erste Modell war der Typ TR 011 mit Trafo und Motorantrieb. Der bebo sher war dann der erste Schwinganker-Rasierer von Bergmann-Borsig, die Eintragung der Marke erfolgte 1962.
Neben dem bebo sher von Bergmann-Borsig gab es in der DDR nur zwei weitere elektrische Trockenrasierer-Modelle, beide aus dem Elektrogerätewerk Suhl. Die Modellserie Sieger (u. a. „Sieger“ und „Sieger 3“) wurde im Werk Zella-Mehlis hergestellt, vor der Verstaatlichung Gebrüder Schmidt. Die Modellserie Komet (u. a. „Komet TR 12“) wurde im Werk Suhl in der Werner-Seelenbinder-Straße montiert. 1983 übernahm Bergmann-Borsig auch diese beiden Produktlinien und wurde damit für Trockenrasierer in der DDR zum Alleinhersteller, der Begriff „Monopolist“ ist in einer Planwirtschaft nicht anwendbar.
1991 wurde die Abteilung Elektrorasierer bei Bergmann-Borsig geschlossen. Einige bisher dort Beschäftigte machten sich selbständig und stellten den Bebo Sher V mit 20 Angestellten in der bebo sher Elektrogeräte GmbH weiter her. Das Redesign war bereits in den 1980er Jahren von der Designerin Brigitte Pietsch entworfen worden, exportiert wurde nach Osteuropa. 1997 wurde die Produktion endgültig eingestellt. Insgesamt wurden bis zur Produktionseinstellung mehr als 8,5 Millionen Stück bebo-sher-Rasierer der verschiedenen Modellreihen hergestellt, davon 7,5 Millionen bis Ende 1989.

## Modelle

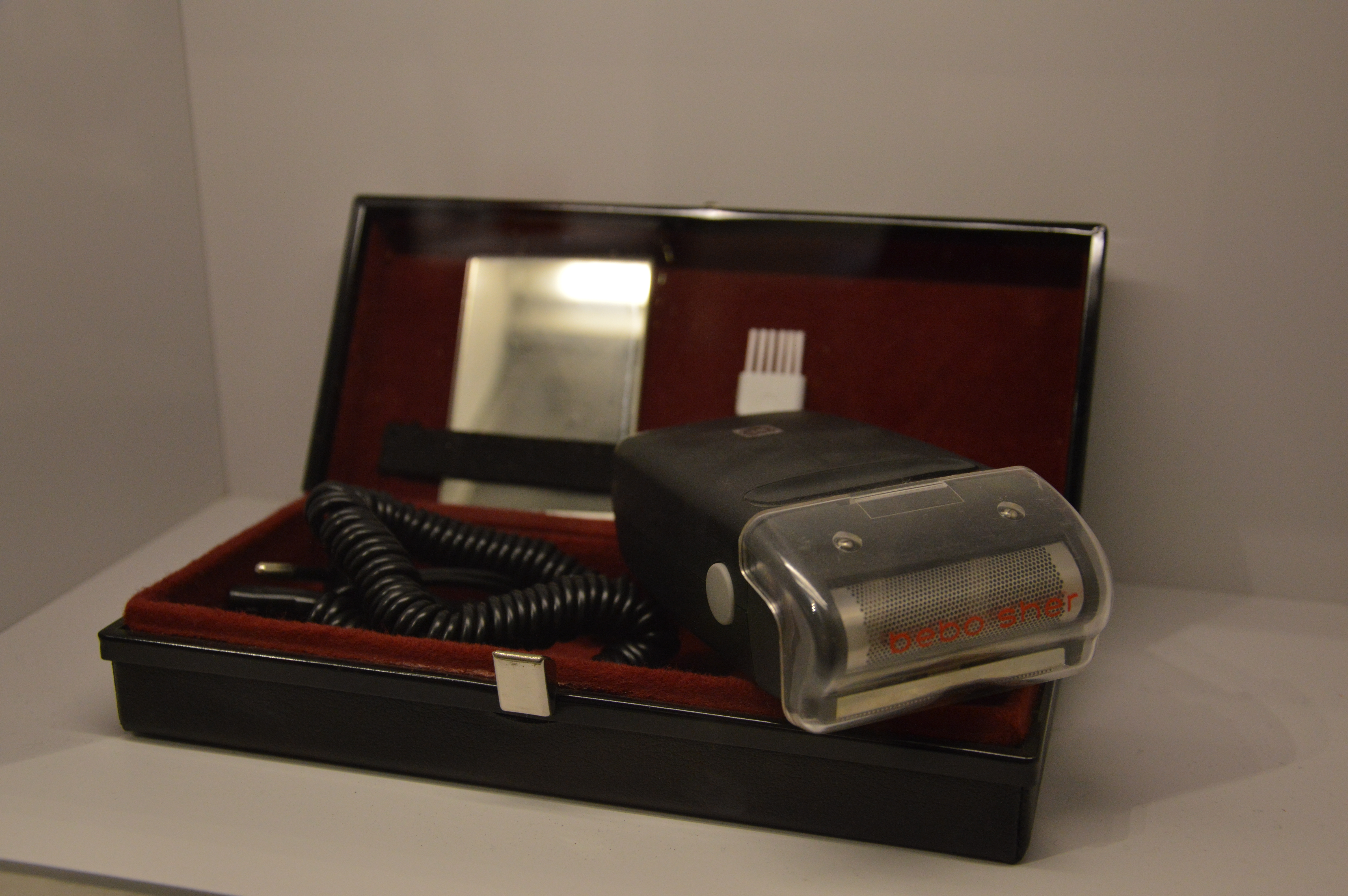
bebo sher im Kasten

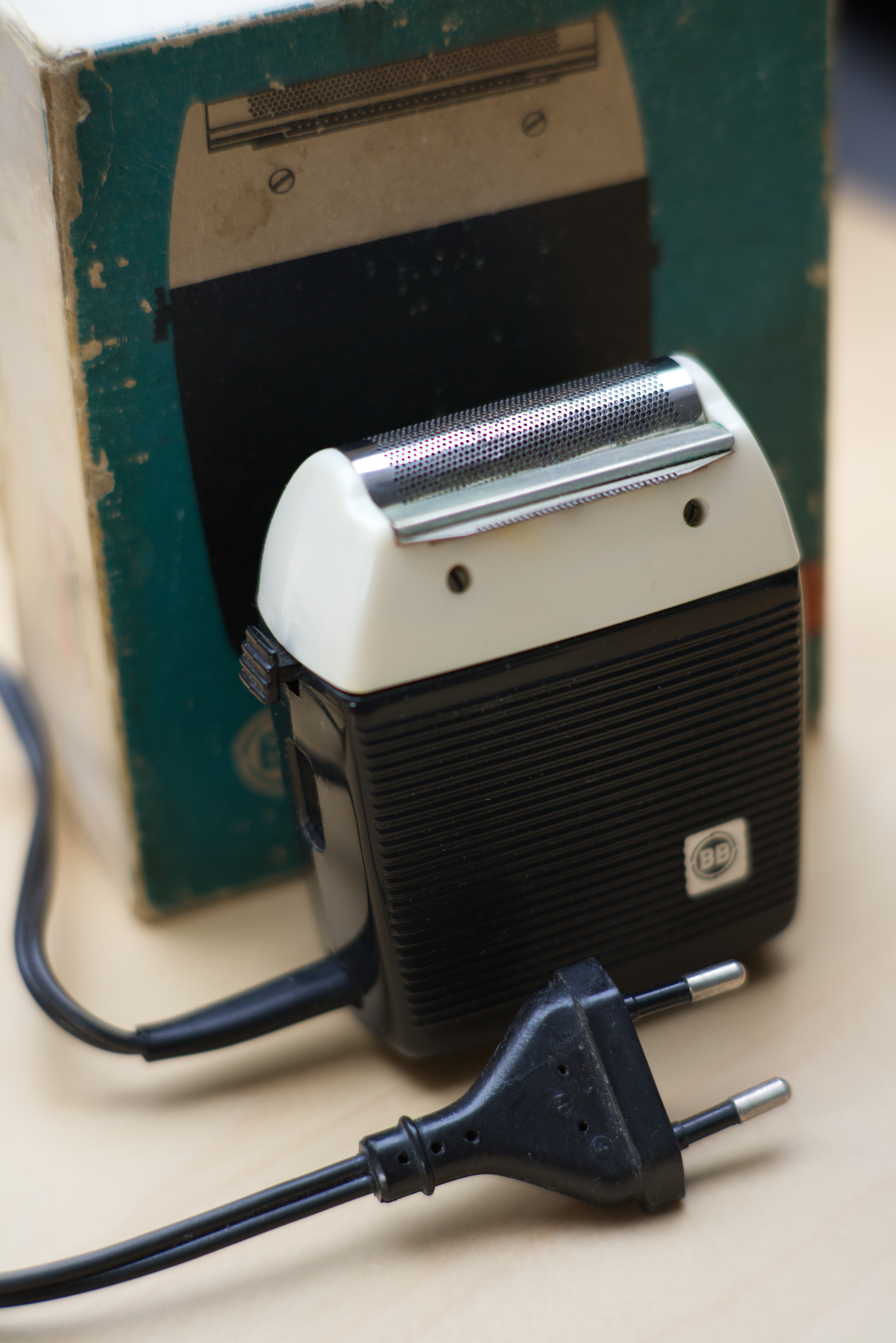
Elektrischer Trockenrasierer bebo sher

Während der Produktionszeit der Rasierer aus dem VEB Bergmann-Borsig gab es verschiedene Modelle unter der Marke bebo sher:
- bebo sher: (intern auch Typ 14 oder TR014), erster Rasierer mit der Bezeichnung bebo sher, produziert ab 1962, reklamiert wurden anfangs häufig zu laute Betriebsgeräusche[9]
- bebo sher Junior:[10] Design von Jürgen Peters, Produktion ab 1962, Goldmedaille für hervorragende Formgebung
- bebo sher Universal: konnte sowohl im Pkw (6- bzw. 12-Volt-Netz, passend zur Bordspannung im Trabant) als auch mit Trafo an der Steckdose betrieben werden, mit „Batteriebox“ auch autonom
- bebo sher Favorit: Design Erich John 1975[11]
- bebo sher 2001:[12] produziert ab 1979 nach Entwurf von Bernd Haack, auf der Leipziger Messe im Herbst 1979 mit dem Preis Gutes Design ausgezeichnet.[13] Preis (EVP) zur Einführung: 88,— Mark mit Wandhalter und 93,— Mark im festen Klappetui.[14]
- bebo sher 2003:[15] Produktion ab 1983,[16] Lieferumfang im Lederetui mit Innenspiegel, Schutzhülle für Scherkopf, Netzkabel
- bebo sher 2005: Design Andreas Kuhrt, Produktion ab 1985, Elektrorasierer mit Haarschneideaufsatz, Lieferumfang im Etui mit Netzkabel und kleiner Bürste, Preis (EVP): 95,— Mark.[17]
- bebo sher V: Redesign des bebo sher 2005 durch Brigitte Pietsch, letztes produziertes Modell